# Æthelmær il Robusto
Æthelmær il Robusto noto anche come Æthelmær Cild (... – 1015) è stato un nobile inglese, ealdorman delle province occidentali (o dell'Inghilterra sud-occidentale) dal 1005 al 1015.
Era il figlio di Etelverdo e discendeva dal re Etelredo del Wessex.

## Biografia
Insieme a suo padre, fu patrono dell'omileta Aelfric il grammatico. Nel 987 Æthelmær fondò o rifondò l'abbazia di Cerne nel Dorset, e nel 1005 fondò l'abbazia di Eynsham nell'Oxfordshire, dove nominò Aelfric come primo abate, insieme al priorato di Bruton nel Somerset. Aelfric dedicò le sue Vite dei Santi a Æthelmær.
In una fonte del 993 in cui il re Etelredo II lamenta il suo passato malgoverno, "in parte a causa dell'ignoranza della mia giovinezza, e in parte all'abominevole avidità di alcuni di quegli uomini che dovrebbero amministrare il mio interesse", Æthelmær è riconosciuto, insieme allo zio del re, Ordulf di Tavistock, come consigliere leale, e dalla metà degli anni 990 appare generalmente per primo tra i ministri testimoniati delle fonti, seguito da Ordulf, Wulfheah e Wulfgeat.
Alla morte di suo padre Aethelweard nel 998, nessun ealdorman fu nominato per le province occidentali, anche se sia Æthelmær che Ordulf, il cui padre Ordgar aveva preceduto Aethelweard, sarebbero stati candidati ovvi.
Dal 1006 il famigerato Eadric Streona scavalcò Æthelmær, Ordulf, Wulfgeat e Wulfheah, a capo della lista dei ministri. Wulfheah è noto per essere stato accecato dopo che Eadric uccise suo padre, l'ealdorman Ælfhelm di York, mentre Wulfgeat fu privato di tutte le sue terre. Ordulf è un altro del quale si perdono le tracce dopo il 1006, ed è probabile che l'Æthelmær che continua ad essere attestato dalle fonti, dopo questa data, sia un figlio di Aethelwold. Un altro Æthelmær che occasionalmente viene attestato dalle carte in questo periodo, ma in una posizione inferiore, è forse uno dei fratelli di Eadric Streona.
Nel 1013 Æthelmaer aveva evidentemente riguadagnato i favori perduti, poiché aveva assunto l'antico governo delle province occidentali di suo padre. In questo anno lui e i suoi seguaci si arresero all'invasore danese Sweyn I di Danimarca, che si era accampato a Bath. Morì nel 1015.

## Discendenti
Uno dei suoi figli, Æthelnoth, divenne arcivescovo di Canterbury. Un altro, Aethelweard, fu ucciso da Canuto nel 1017, mentre un genero chiamato anche Æthelweard fu esiliato nel 1020.
Æthelmær è stato identificato speculativamente con l'Agelmær nominato da Giovanni di Worcester come fratello di Eadric Streona e padre di Wulfnoth Cild, che era padre di Godwin, conte di Wessex e nonno di re Harold II, sebbene il cronista di Worcester renda questo Agelmær figlio di Agelric, piuttosto che Æthelweard, e la sua genealogia nel suo insieme ha una cronologia problematica. Questa teoria della discendenza dei Godwin è stata criticata da altri genealogisti ed è respinta dalla maggior parte degli storici.